# William Middleton (évêque)
William Middleton (ou William de Middleton) est un évêque de Norwich en Angleterre, mort le 31 août ou le 1er septembre 1288.

## Biographie
Middleton débute en 1265 comme greffier aux Finances des Juifs (anglais : Exchequer of the Jews, latin : Scaccarium Judaeorum), au sein de l'administration des finances (anglais : Court of Exchequer) du royaume d'Angleterre.
Il exerce à Canterbury quand l'archevêque Robert Kilwardby le nomme archidiacre en octobre 1275. Il touche peut-être également des revenus du diocèse de Londres.
On lui confie en 1276 la garde des rôles (en) (anglais : custody of the rolls, latin : custos rotulorum) et en 1277 sa présence est mentionnée à la cour royale française.
Élu évêque le 24 février 1278 et consacré le 29 mai 1278, il est  intronisé à la cathédrale de Norwich le 27 novembre 1278 ; cette nouvelle charge ne l'empêche pas de continuer à travailler pour les affaires administratives royales.
En juillet 1287, William Middleton est nommé aux postes de sénéchal de Gascogne et de lieutenant du duché d’Aquitaine, alors possession de la Couronne d'Angleterre sur le continent.
Il meurt le 31 août ou le 1er septembre 1288.